# Mara (Spanyolország)
Mara egy község Spanyolországban,  Zaragoza tartományban. Mara Belmonte de Gracián, Orera, Ruesca, Miedes de Aragón, Fuentes de Jiloca, Morata de Jiloca és Velilla de Jiloca községekkel határos. Lakosainak száma 161 fő (2024).

## Népesség
A település népessége az utóbbi években az alábbiak szerint változott:
| Lakosok száma | 203  | 200  | 207  | 204  | 190  | 178  | 185  | 168  | 168  | 161  |
|               | 2001 | 2004 | 2007 | 2009 | 2012 | 2014 | 2017 | 2019 | 2022 | 2024 |